# 미키 료타
미키 료타(일본어: 三木 良太, 1985년 4월 12일 ~ )는 일본의 전 축구 선수이다.

## 구단 경력
과거 감바 오사카, 에히메 FC, 파지아노 오카야마에서 활동하였다.